# British Home Championship 1919-1920
Navigation
Édition précédente Édition suivante
Le British Home Championship 1919-1920 est la 32e saison du British Home Championship, la compétition de football regroupant les nations constitutives du Royaume-Uni, l'Angleterre, l'Écosse, l'Irlande et le pays de Galles. 

## Organisation
Chaque équipe rencontre les trois autres. Les matchs sont disputés dans le stade choisi par la nation qui s'est déplacée lors de leur dernière opposition. Une victoire fait gagner deux points, un match nul, un.

## Compétition

### Classement
| Rang | Équipe         | Pts | J | G | N | P | Bp | Bc | Diff |
| ---- | -------------- | --- | - | - | - | - | -- | -- | ---- |
| 1    | Pays de Galles | 4   | 3 | 1 | 2 | 0 | 5  | 4  | +1   |
| 2    | Écosse         | 3   | 3 | 1 | 1 | 1 | 8  | 6  | +2   |
| 3    | Angleterre     | 3   | 3 | 1 | 1 | 1 | 7  | 7  | 0    |
| 4    | Irlande        | 2   | 3 | 0 | 2 | 1 | 3  | 6  | -3   |

## Résultats
| 25 octobre 1919, Belfast | Irlande        | 1 - 1 | Angleterre     |
| 14 février 1920, Belfast | Irlande        | 2 - 2 | Pays de Galles |
| 26 février 1920, Cardiff | Pays de Galles | 1 - 1 | Écosse         |
| 13 février 1920, Glasgow | Écosse         | 3 - 0 | Irlande        |
| 15 mars 1920, Londres    | Angleterre     | 1 - 2 | Pays de Galles |
| 10 avril 1920, Sheffield | Angleterre     | 5 - 4 | Écosse         |